# Mercedes-Benz W196
Mercedes-Benz W196 foi o modelo de carro de corrida monoposto, utilizado pela equipe Mercedes, para disputar os campeonatos de Fórmula 1 de 1954 e 1955.
Esse foi o modelo que o Argentino Juan-Manuel Fangio venceu os campeonatos de 1954 e 1955. Ele era equipado com um motor de 8 cilindros em linha transmissão de 5 velocidades, sua velocidade máxima era de 260 km/h. Entretanto, o diferencial desse carro era seu sistema de válvulas que utilizava um sistema de controle positivo da operação das válvulas sem molas.[carece de fontes?]

## Resultados[1][2]
(legenda) (em negrito indica pole position e itálico volta mais rápida)
| Ano  | Chassi | Motor            | Pilotos             | 1   | 2   | 3     | 4   | 5      | 6     | 7     | 8     | 9   | Pontos      | Posição |  |
| ---- | ------ | ---------------- | ------------------- | --- | --- | ----- | --- | ------ | ----- | ----- | ----- | --- | ----------- | ------- |  |
|      |        |                  |                     |     |     |       |     |        |       |       |       |     |             |         |  |
|      |        |                  |                     | ARG | 500 | BEL   | FRA | GBR    | GER   | SUI   | ITA   | ESP |             |         |  |
| 1954 | W196s  | Mercedes M196 L8 | Juan Manuel Fangio* |     |     |       | 1 C | (41) C |       |       | (1) C |     | 25 (40,14)2 | Campeão |  |
| 1954 | W196   | Mercedes M196 L8 | Juan Manuel Fangio* |     |     |       |     | 1 C    | 1* C  |       | (3) C |     | 25 (40,14)2 | Campeão |  |
| 1954 | W196s  | Mercedes M196 L8 | Karl Kling          |     |     | 2 C   | 7 C |        |       | Ret C |       | 12  | 5º          |         |  |
| 1954 | W196   | Mercedes M196 L8 | Karl Kling          |     |     |       |     | 4 C    | Ret C |       | 5 C   | 12  | 5º          |         |  |
| 1954 | W196s  | Mercedes M196 L8 | Hans Herrmann       |     |     | Ret C |     | Ret C  |       |       |       | 8   | 7º          |         |  |
| 1954 | W196   | Mercedes M196 L8 | Hans Herrmann       |     |     |       |     |        | 3 C   | 4 C   | Ret C | 8   | 7º          |         |  |
| 1954 | W196   | Mercedes M196 L8 | Hermann Lang        |     |     |       |     | Ret C  |       |       |       | -   | -           |         |  |

| Número Do Carro Em Cada Corrida | Número Do Carro Em Cada Corrida | Número Do Carro Em Cada Corrida | Número Do Carro Em Cada Corrida | Número Do Carro Em Cada Corrida | Número Do Carro Em Cada Corrida | Número Do Carro Em Cada Corrida | Número Do Carro Em Cada Corrida | Número Do Carro Em Cada Corrida | Número Do Carro Em Cada Corrida | Número Do Carro Em Cada Corrida | Número Do Carro Em Cada Corrida |
| Ano                             | Chassi                          | Piloto                          | 1 ARG                           | 2 500                           | 3 BEL                           | 4 FRA                           | 5 GBR                           | 6 GER                           | 7 SUI                           | 8 ITA                           | 9 ESP                           |
| ------------------------------- | ------------------------------- | ------------------------------- | ------------------------------- | ------------------------------- | ------------------------------- | ------------------------------- | ------------------------------- | ------------------------------- | ------------------------------- | ------------------------------- | ------------------------------- |
| 1954                            | W196s                           | Juan Manuel Fangio              |                                 |                                 |                                 | 18                              | 1                               |                                 |                                 | 16                              |                                 |
| 1954                            | W196                            | Juan Manuel Fangio              |                                 |                                 |                                 |                                 | 18                              | 4*                              |                                 | 2                               |                                 |
| 1954                            | W196s                           | Karl Kling                      |                                 |                                 | 20                              | 2                               |                                 |                                 | 14                              |                                 |                                 |
| 1954                            | W196                            | Karl Kling                      |                                 |                                 |                                 |                                 | 19                              | 8                               |                                 | 4                               |                                 |
| 1954                            | W196s                           | Hans Herrmann                   |                                 |                                 | 22                              |                                 | 20                              |                                 |                                 |                                 |                                 |
| 1954                            | W196                            | Hans Herrmann                   |                                 |                                 |                                 |                                 |                                 | 6                               | 12                              | 6                               |                                 |
| 1954                            | W196                            | Hermann Lang                    |                                 |                                 |                                 |                                 | 21                              |                                 |                                 |                                 |                                 |

↑1  Sete pilotos dividiram 1 ponto pela volta mais rápida da prova. Na divisão cada piloto recebeu 0,14 ponto.
↑2  Fangio marcou 17 pontos com Maserati nas vitórias nos GPS: Argentina e Bélgica. Somando os pontos da Maserati (17) e Mercedes (25) resultam 42 pontos (57,14 na pontuação total).
(legenda) (em negrito indica pole position e itálico volta mais rápida)
| Ano  | Chassi | Motor            | Pilotos             | 1    | 2       | 3     | 4     | 5   | 6     | 7   | Pontos  | Posição |  |
| ---- | ------ | ---------------- | ------------------- | ---- | ------- | ----- | ----- | --- | ----- | --- | ------- | ------- |  |
|      |        |                  |                     |      |         |       |       |     |       |     |         |         |  |
|      |        |                  |                     | ARG  | MON     | 500   | BEL   | NED | GBR   | ITA |         |         |  |
| 1955 | W196   | Mercedes M196 L8 | Juan Manuel Fangio* | 1 C  | (Ret) C |       | 1 C   | 1 C | 2* C  |     | 40 (41) | Campeão |  |
| 1955 | W196s  | Mercedes M196 L8 | Juan Manuel Fangio* |      |         |       |       |     | 12 C  |     | 40 (41) | Campeão |  |
| 1955 | W196   | Mercedes M196 L8 | Stirling Moss       | 43 C | 9 C     | 2 C   | 2 C   | 1 C |       | 23  | 2º      |         |  |
| 1955 | W196s  | Mercedes M196 L8 | Stirling Moss       |      |         |       |       |     | Ret C | 23  | 2º      |         |  |
| 1955 | W196   | Mercedes M196 L8 | Piero Taruffi       |      |         |       |       | 4 C | 2 C   | 9   | 6º      |         |  |
| 1955 | W196   | Mercedes M196 L8 | Karl Kling          | 43 C |         | Ret C | Ret C | 3 C | Ret C | 5   | 11º     |         |  |
| 1955 | W196   | Mercedes M196 L8 | Hans Herrmann       | 43 C | Inj4 C  |       |       |     |       | 1   | 22º     |         |  |
| 1955 | W196   | Mercedes M196 L8 | André Simon         |      | Ret C   |       |       |     |       | 0   | NC      |         |  |

| Número Do Carro Em Cada Corrida | Número Do Carro Em Cada Corrida | Número Do Carro Em Cada Corrida | Número Do Carro Em Cada Corrida | Número Do Carro Em Cada Corrida | Número Do Carro Em Cada Corrida | Número Do Carro Em Cada Corrida | Número Do Carro Em Cada Corrida | Número Do Carro Em Cada Corrida | Número Do Carro Em Cada Corrida |
| Ano                             | Chassi                          | Piloto                          | 1 ARG                           | 2 MON                           | 3 500                           | 4 BEL                           | 5 NED                           | 6 GBR                           | 7 ITA                           |
| ------------------------------- | ------------------------------- | ------------------------------- | ------------------------------- | ------------------------------- | ------------------------------- | ------------------------------- | ------------------------------- | ------------------------------- | ------------------------------- |
| 1955                            | W196                            | Juan Manuel Fangio*             | 2                               | 2                               |                                 | 10                              | 8*                              | 10                              |                                 |
| 1955                            | W196s                           | Juan Manuel Fangio*             |                                 |                                 |                                 |                                 |                                 | 18                              |                                 |
| 1955                            | W196                            | Stirling Moss                   | 6                               | 6                               | 14                              | 10                              | 12                              |                                 |                                 |
| 1955                            | W196s                           | Stirling Moss                   |                                 |                                 |                                 |                                 |                                 | 16                              |                                 |
| 1955                            | W196                            | Piero Taruffi                   |                                 |                                 |                                 |                                 | 50                              | 14                              |                                 |
| 1955                            | W196                            | Karl Kling                      | 4                               |                                 | 12                              | 12                              | 14                              | 20                              |                                 |
| 1955                            | W196                            | Hans Herrmann                   | 8                               | 4                               |                                 |                                 |                                 |                                 |                                 |
| 1955                            | W196                            | André Simon                     |                                 | 4                               |                                 |                                 |                                 |                                 |                                 |

↑3  Três pilotos dividiram 3 pontos. Na divisão cada piloto recebeu 1 ponto.
↑4  Hans Herrmann muchucou-se no treinamento batendo seu carro em uma barreira perto do porto. Em função das lesões sofridas, o piloto alemão ficou afastado do restante do campeonato. A Mercedes contratou o francês André Simon, vindo da Ecurie-Rosier, na vaga de Herrmann.

* Campeão